# Margarida (árbitro, 1954)
Jorge José Emiliano dos Santos, conhecido popularmente como Margarida (Rio de Janeiro, 19 de março de 1954 — Rio de Janeiro, 21 de fevereiro de 1995) foi um árbitro brasileiro de futebol, conhecido por seu estilo extravagante. Ele é reconhecido como uma figura icônica no futebol brasileiro e foi um dos primeiros árbitros profissionais abertamente gays do Brasil.
Seus trejeitos em campo serviram de inspiração para o árbitro Clésio Moreira dos Santos, que adotou a alcunha de Margarida em sua homenagem.

## Biografia
Criado em Copacabana, ele aprendeu a arbitrar aos 13 anos, assistindo a jogos na praia. Seu ídolo de infância era Armando Marques.
Por conta dos trejeitos que fazia na arbitragem, participou de diversos programas como Hebe, Viva a Noite, Passa ou Repassa, Agildo no País das Maravilhas, Os Trapalhões entre outros. Também chegou a ser jurado de programas de auditório e comentarista em duas emissoras de rádio.
Foi biografado no livro "Parada Dura, Memórias de um Juiz Gay do Futebol Carioca", escrito pelos jornalistas Anna Davies e Carlos Nobre, em 2012.
Inspirou o também árbitro Clésio Moreira dos Santos, que adotou o mesmo apelido, posteriormente.

## Carreira
Com um estilo repleto de movimentos característicos, Margarida começou a apitar em partidas de 11 contra 11 do futebol de praia em 1968. Ele ganhou fama e reconhecimento, passou a ser chamado para eventos pelo país.
Começou sua carreira de maneira profissional em 1988, no jogo CR Flamengo 3, Volta Redonda FC 1, no Estádio da Gávea, válida pela Taça Guanabara daquele ano. Neste jogo, ele enfrentou insultos homofóbicos da multidão devido à sua "fisicalidade efeminada".
Naquele mesmo ano, ele saiu do armário na mídia e assumiu-se ser o primeiro gay entre os árbitros brasileiros da primeira divisão, afirmando: "Eu reconheci minha sexualidade para um país preconceituoso, o que é uma coisa difícil de fazer". Alguns dias depois, afirmou, em uma entrevista à revista Placar de 25 de março de 1988 que "não permitia nenhum tipo de indisciplina e exigia respeito". Devido a essa reputação, dos Santos era respeitado pela imprensa, arbitros e jogadores, para os quais afirmava "eu posso ser gay longe do campo de futebol, mas aqui eu sou macho". 
Em 1989, houve um incidente numa partida da 7ª edição da Taça Brasil de Futebol Feminino  ocorrida no Estádio Caio Martins: depois que uma jogadora o ofendeu, ele partiu pra briga e bateu nela. Houve um tumulto e ele foi forçado a fugir das jogadoras e dos dirigentes. Alguns dias depois, ele pediu desculpas à jogadora com uma flor.

## Morte
Homossexual assumido, Margarida faleceu no Rio de Janeiro, no hospital Casa de Portugal, no bairro do Rio Comprido, em 21 de janeiro de 1995, aos 40 anos, de insuficiência respiratória, em decorrência da Aids. 
Ele teve tuberculose nos dois pulmões e estava doente desde o final de 1992, quando foi internado pela primeira vez. Por conta da doença, Emiliano teve seu peso reduzido de 71 para 28 quilos, e apesar de apresentar todos os sintomas de Aids, dizia não ter coragem de assumir a doença por medo da solidão e da discriminação do público.. 
Ele chegou a voltar a apitar na temporada de 1994, mas por pouco tempo, pois a doença o impediu de continuar trabalhando como juiz de futebol. 
Foi sepultado no Cemitério de São João Batista, em Botafogo, na presença de cerca de 80 pessoas. Ele é reconhecido como uma figura icônica no futebol brasileiro.